# Списки лучших футбольных судей СССР

Николай Латышев (в центре) со своей бригадой перед началом матча

Списки лучших футбольных судей СССР — ежегодные реестры, составляемые Федерацией футбола Советского Союза по итогам сезона.
Начали составляться в 1948 году. В 1952 и 1954—1957 годах списки или не составлялись, или составлялись и утеряны (точная информация неизвестна). Начиная с 1958, список составлялся ежегодно вплоть до 1991 года.
Из 39 списков 14 были составлены с номерами, остальные — в алфавитном порядке. В сумме, 6 арбитров были лучшими по итогам сезона. Чаще всех (15 раз) оказывался в списках москвич П. Казаков, чаще всех (7 раз) на первое место размещали москвича Н. Латышева.
В большинстве случаев реестры вмещали 10 арбитров, кроме 1960 года (11 человек), 1953, 1959 и 1978 годов (9 человек), 1969 и 1989 годов (8 человек), а также 1958 года (3 человек).

## Списки по годам
1948
| 1. Н. Г. Латышев (Москва) 2. Э. Ю. Саар (Таллин) 3. М. П. Дмитриев (Москва) 4. В. Н. Моргунов (Москва) 5. В. Г. Щербов (Москва) | 6. А. И. Щелчков (Ростов-на-Дону) 7. В. М. Архипов (Москва) 8. М. Ф. Белянин (Москва) 9. П. А. Белов (Ленинград) 10. И. И. Аверкин (Ленинград) |

1949
| 1. М. Ф. Белянин (Москва) 2. Н. Г. Латышев (Москва) 3. В. Н. Моргунов (Москва) 4. П. А. Белов (Ленинград) 5. К. Н. Демченко (Житомир) | 6. Н. И. Чхатарашвили (Тбилиси) 7. А. И. Щелчков (Ростов-на-Дону) 8. Э. Ю. Саар (Таллин) 9. В. Г. Щербов (Москва) 10. В. М. Архипов (Москва) |

1950
| 1. Н. Г. Латышев (Москва) 2. П. А. Белов (Ленинград) 3. В. М. Архипов (Москва) 4. Н. И. Чхатарашвили (Тбилиси) 5. А. В. Тавельский (Куйбышев) | 6. В. Н. Моргунов (Москва) 7. М. П. Дмитриев (Москва) 8. К. Н. Демченко (Нарофоминск) 9. В. А. Фридман (Ленинград) 10. М. Г. Пинский (Харьков) |

1951
| 1. Н. Г. Латышев (Москва) 2. П. А. Белов (Ленинград) 3. Н. И. Чхатарашвили (Тбилиси) 4. В. М. Архипов (Москва) 5. М. П. Дмитриев (Москва) | 6. М. Ф. Белянин (Москва) 7. В. Н. Моргунов (Москва) 8. В. А. Фридман (Таллин) 9. Э. Ю. Саар (Таллин) 10. А. В. Тавельский (Куйбышев) |

1953
| 1. Н. Г. Латышев (Москва) 2. В. М. Архипов (Москва) 3. Н. Н. Балакин (Киев) 4. Н. И. Чхатарашвили (Тбилиси) 5. П. А. Белов (Ленинград) | 6. Э. В. Клавс (Рига) 7. Э. Ю. Саар (Таллин) 8. Н. М. Хлопотин (Москва) 9. И. И. Лукьянов (Москва) |

1958
| 1. Н. Г. Латышев (Москва) 2. Э. Ю. Саар (Таллин) 3. Н. Н. Балакин (Киев) 4. А. М. Малец (Ужгород) 5. В. П. Калевисте (Таллин) | 6. П. С. Гаврилиади (Краснодарский край) 7. Н. М. Хлопотин (Москва) 8. Н. Т. Шевцов (Московская обл.) 9. Э. В. Клавс (Рига) 10. А. А. Мугурдумов (Киев) |

1959
| 1. Н. Г. Латышев (Москва) 2. И. И. Лукьянов (Москва) 3. Э. Ю. Саар (Таллин) 4. Н. M. Хлопотин (Москва) 5. С. А. Алимов (Москва) | 6. Э. В. Клавс (Рига) 7. П. С. Гаврилиади (Гаврилов), (Сочи) 8. Н. Т. Шевцов (Московская обл.) 9. А. В. Меньшиков (Москва) |

1960
| 1. Н. Г. Латышев (Москва) 2. И. И. Лукьянов (Москва) 3. С. А. Алимов (Москва) 4. П. С. Гаврилиади (Гаврилов), (Сочи) 5. Ю. С. Григорьев (Баку) | 6. П. А. Белов (Ленинград) 7. А. В. Меньшиков (Москва) 8. Н. M. Хлопотин (Москва) 9. С. Е. Архипов (Москва) 10. К. Н. Демченко (Москва) 11. Н. В. Крылов (Куйбышев) |

1961
| - С. А. Алимов (Москва) - А. И. Алов (Ленинград) - К. Ю. Андзюлис (Каунас) - П. А. Белов (Ленинград) - Ю. И. Бочаров (Москва) | - К. Н. Демченко (Москва) - П. Н. Казаков (Москва) - К. В. Круашвили (Тбилиси) - Н. Г. Латышев (Москва) - И. И. Лукьянов (Москва) |

1962
| - С. А. Алимов (Москва) - К. Ю. Андзюлис (Каунас) - П. А. Белов (Ленинград) - П. С. Гаврилиади (Сочи) - П. Н. Казаков (Москва) | - К. В. Круашвили (Тбилиси) - Н. Г. Латышев (Москва) - Ю. Ю. Литвинас (Вильнюс) - И. И. Лукьянов (Москва) - Е. И. Одинцов (Ленинград) |

1963
| - С. А. Алимов (Москва) - К. Ю. Андзюлис (Каунас) - Т. Б. Бахрамов (Баку) - П. А. Белов (Ленинград) - П. Н. Казаков (Москва) | - К. В. Круашвили (Тбилиси) - Н. Г. Латышев (Москва) - А. В. Меньшиков (Москва) - Н. M. Хлопотин (Москва) - В. А. Ходин (Минск) |

1964
| - С. А. Алимов (Москва) - К. Ю. Андзюлис (Каунас) - С. Е. Архипов (Москва) - Н. Н. Балакин (Киев) - Т. Б. Бахрамов (Баку) | - П. А. Белов (Ленинград) - А. Х. Зверев (Ленинград) - П. Н. Казаков (Москва) - И. И. Лукьянов (Москва) - М. В. Рубенис (Рига) |

1965
| - С. А. Алимов (Москва) - К. Ю. Андзюлис (Каунас) - С. Е. Архипов (Москва) - Т. Б. Бахрамов (Баку) - А. Х. Зверев (Ленинград) | - П. Н. Казаков (Москва) - Н. В. Крылов (Куйбышев) - К. В. Круашвили (Тбилиси) - И. И. Лукьянов (Москва) - А. В. Меньшиков (Москва) |

1966
| - С. А. Алимов (Москва) - С. Е. Архипов (Москва) - Т. Б. Бахрамов (Баку) - Ю. И. Бочаров (Москва) - А. Х. Зверев (Ленинград) | - Н. Н. Кирсанов (Киев) - Н. В. Крылов (Куйбышев) - А. В. Меньшиков (Москва) - В. А. Ходин (Минск) - Э. Я. Хярмс (Таллин) |

1967
| - С. А. Алимов (Москва) - Т. Б. Бахрамов (Баку) - А. Зверев (Ленинград) - П. Н. Казаков (Москва) - Н. В. Крылов (Куйбышев) | - К. В. Круашвили (Тбилиси) - И. И. Лукьянов (Москва) - В. А. Ходин (Минск) - Э. Я. Хярмс (Таллин) - А. М. Цаповецкий (Киев) |

1968
| - К. Ю. Андзюлис (Каунас) - С. Е. Архипов (Москва) - Г. А. Багдасаров (Ташкент) - Т. Б. Бахрамов (Баку) - Ю. И. Бочаров (Москва) | - И. А. Бочорадзе (Тбилиси) - А. И. Иванов (Ленинград) - П. Н. Казаков (Москва) - К. В. Круашвили (Тбилиси) - В. Д. Толчинский (Алма-Ата) |

1969
| - К. Ю. Андзюлис (Каунас) - С. Е. Архипов (Москва) - Т. Б. Бахрамов (Баку) - П. С. Гаврилиади (Сочи) | - А. И. Иванов (Ленинград) - П. Н. Казаков (Москва) - К. В. Круашвили (Тбилиси) - Э. Я. Хярмс (Таллин) |

1970
| - К. Ю. Андзюлис (Каунас) - Т. Б. Бахрамов (Баку) - А. И. Иванов (Ленинград) - П. Н. Казаков (Москва) - К. В. Круашвили (Тбилиси) | - В. Г. Липатов (Москва) - А. В. Мильченко (Сухуми) - Ю. И. Пономарёв (Кишинёв) - В. С. Руднев (Москва) - А. М. Цаповецкий (Киев) |

1971
| - В. А. Алов (Ленинград) - Г. К. Баканидзе (Тбилиси) - Я. Г. Балыкин (Днепропетровск) - Т. Б. Бахрамов (Баку) - Ю. И. Бочаров (Москва) | - П. Н. Казаков (Москва) - К. В. Круашвили (Тбилиси) - В. Г. Липатов (Москва) - И. И. Лукьянов (Москва) - А. В. Мильченко (Сухуми) |

1972
| - В. А. Алов (Ленинград) - Г. К. Баканидзе (Тбилиси) - Т. Б. Бахрамов (Баку) - П. Н. Казаков (Москва) - К. В. Круашвили (Тбилиси) | - В. Г. Липатов (Москва) - И. И. Лукьянов (Москва) - А. В. Мильченко (Сухуми) - В. С. Руднев (Москва) - И. Е. Самусенков (Москва) |

1973
| - Т. Б. Бахрамов (Баку) - А. И. Иванов (Ленинград) - П. Н. Казаков (Москва) - К. В. Круашвили (Тбилиси) - В. Г. Липатов (Москва) | - И. И. Лукьянов (Москва) - А. В. Мильченко (Сухуми) - Ю. И. Пономарёв (Кишинёв) - В. С. Руднев (Москва) - И. Е. Самусенков (Москва) |

1974
| - Э. М. Азимзаде (Баку) - К. Ю. Андзюлис (Каунас) - Т. Б. Бахрамов (Баку) - А. И. Иванов (Ленинград) - П. Н. Казаков (Москва) | - Н. В. Крылов (Куйбышев) - А. В. Мильченко (Сухуми) - В. С. Руднев (Москва) - И. Е. Самусенков (Москва) - Ю. И. Сергиенко (Харьков) |

1975
| - Э. М. Азимзаде (Баку) - Т. Б. Бахрамов (Баку) - А. И. Иванов (Ленинград) - П. Н. Казаков (Москва) - М. П. Кусень (Львов) | - В. Г. Липатов (Москва) - М. К. Мкртчян (Ереван) - В. С. Руднев (Москва) - М. В. Рубенис (Рига) - Э. И. Шкловский (Москва) |

1976 ((в), (о)
| - Э. М. Азимзаде (Баку) - К. Л. Вихров (Киев) - А. И. Иванов (Ленинград) - П. Н. Казаков (Москва) - В. Г. Липатов (Москва) | - М. К. Мкртчян (Ереван) - В. С. Руднев (Москва) - И. Е. Самусенков (Москва) - Ю. И. Сергиенко (Харьков) - Э. И. Шкловский (Москва) |

1977
| - Э. М. Азимзаде (Баку) - Г. К. Баканидзе (Тбилиси) - В. И. Жарков (Москва) - А. И. Иванов (Ленинград) - А. П. Кадетов (Москва) | - М. П. Кусень (Львов) - В. Г. Липатов (Москва) - А. В. Мильченко (Сухуми) - М. К. Мкртчян (Ереван) - М. Е. Черданцев (Алма-Ата) |

1978
| - Э. М. Азимзаде (Баку) - В. Г. Баскаков (Москва) - В. П. Бутенко (Москва) - М. П. Кусень (Львов) - А. И. Иванов (Ленинград) | - В. Г. Липатов (Москва) - А. В. Мильченко (Сухуми) - М. И. Ступар (Ивано-Франковск) - Э. И. Шкловский (Москва) |

1979
| 1. Э. М. Азимзаде (Баку) 2. М. И. Ступар (Ивано-Франковск) 3. В. П. Бутенко (Москва) 4. А. В. Мильченко (Сухуми) 5. В. Г. Липатов (Москва) | 6. А. П. Кадетов (Москва) 7. Ю. П. Игнатов (Калуга) 8. В. Г. Баскаков (Москва) 9. Л. И. Акселевич (Москва) 10. А. Г. Мушковец (Москва) |

1980
| 1. Э. М. Азимзаде (Баку) 2. В. П. Бутенко (Москва) 3. Р. З. Юшка (Вильнюс) 4. А. В. Мильченко (Сухуми) 5. А. П. Кадетов (Москва) | 6. Г. Л. Гванцеладзе (Тбилиси) 7. Э. И. Шкловский (Москва) 8. В. Г. Липатов (Москва) 9. В. Г. Баскаков (Москва) 10. А. Г. Мушковец (Москва) |

1981
| 1. В. П. Бутенко (Москва) 2. Р. З. Юшка (Вильнюс) 3. М. И. Ступар (Ивано-Франковск) 4. В. К. Миминошвили (Тбилиси) 5. А. В. Мильченко (Сухуми) | 6. В. Г. Баскаков (Москва) 7. А. А. Теметев (Ужгород) 8. Л. И. Акселевич (Москва) 9. М. К. Мкртчян (Ереван) 10. А. Е. Шевченко (Москва) |

1982
| 1. Э. М. Азимзаде (Баку) 2. В. П. Бутенко (Москва) 3. Р. З. Юшка (Вильнюс) 4. И. И. Тимошенко (Ростов-на-Дону) 5. Ю. С. Савченко (Москва) | 6. В. Г. Баскаков (Москва) 7. М. К. Мкртчян (Ереван) 8. А. В. Мильченко (Сухуми) 9. В. Н. Кузнецов (Омск) 10. К. А. Доронин (Москва) |

1983
| 1. Р. З. Юшка (Вильнюс) 2. А. В. Мильченко (Сухуми) 3. А. Г. Мушковец (Москва) 4. Ю. С. Савченко (Москва) 5. В. К. Миминошвили (Тбилиси) | 6. В. Н. Кузнецов (Омск) 7. К. А. Доронин (Москва) 8. И. И. Тимошенко (Ростов-на-Дону) 9. А. П. Кадетов (Москва) 10. М. К. Мкртчян (Ереван) |

1984
| 1. В. П. Бутенко (Москва) 2. А. Г. Мушковец (Москва) 3. Р. З. Юшка (Вильнюс) 4. Ю. С. Савченко (Москва) 5. А. В. Мильченко (Сухуми) | 6. В. Д. Жук (Минск) 7. А. Н. Спирин (Москва) 8. А. О. Хохряков (Йошкар-Ола) 9. М. К. Мкртчян (Ереван) 10. М. И. Ступар (Ивано-Франковск) |

1985
| 1. А. Н. Спирин (Москва) 2. Ю. С. Савченко (Москва) 3. И. И. Тимошенко (Ростов-на-Дону) 4. В. П. Бутенко (Москва) 5. В. Д. Жук (Минск) | 6. В. Н. Кузнецов (Омск) 7. К. А. Доронин (Москва) 8. М. И. Ступар (Ивано-Франковск) 9. А. В. Мильченко (Сухуми) 10. В. К. Миминошвили (Тбилиси) |

1986
| - В. П. Бутенко (Москва) - В. Д. Жук (Минск) - А. А. Кириллов (Москва) - В. Н. Кузнецов (Омск) - В. К. Миминошвили (Тбилиси) | - Ю. С. Савченко (Москва) - А. Н. Спирин (Москва) - М. И. Ступар (Ивано-Франковск) - И. И. Тимошенко (Ростов-на-Дону) - А. А. Хохряков (Йошкар-Ола) |

1987
| 1. А. Н. Спирин (Москва) 2. И. И. Тимошенко (Ростов-на-Дону) 3. В. Д. Жук (Минск) 4. А. А. Хохряков (Йошкар-Ола) 5. С. Г. Хусаинов (Москва) | 6. А. А. Кириллов (Москва) 7. В. П. Бутенко (Москва) 8. Р. З. Юшка (Вильнюс) 9. Н. П. Юров (Томск) 10. Р. Т. Рагимов (Баку) |

1988
| - Т. М. Безубяк (Ленинград) - В. П. Бутенко (Москва) - В. Д. Жук (Минск) - А. А. Кириллов (Москва) - А. Н. Спирин (Москва) | - В. И. Филиппов (Москва) - С. Г. Хусаинов (Москва) - В. Х. Чехоев (Орджоникидзе) - О. Д. Чиненов (Москва) - Р. З. Юшка (Вильнюс) |

1989
| - В. П. Бутенко (Москва) - А. А. Кириллов (Москва) - П. Д. Кобычик (Черновцы) - А. И. Лунин (Москва) | - В. Д. Пьяных (Донецк) - М. И. Ступар (Ивано-Франковск) - В. И. Филиппов (Москва) - В. Х. Чехоев (Орджоникидзе) |

1990
| - В. П. Бутенко (Москва) - В. Д. Жук (Минск) - А. А. Кириллов (Москва) - П. Д. Кобычик (Черновцы) - В. Э. Медведцкий (Волжский) | - Р. Т. Рагимов (Баку) - Ю. С. Савченко (Москва) - А. Н. Спирин (Москва) - В. И. Филиппов (Москва) - В. Б. Шароян (Октемберян) |

1991
| - А. П. Бутенко (Москва) - В. П. Бутенко (Москва) - Т. М. Безубяк (Санкт-Петербург) - В. Д. Жук (Минск) - А. В. Маляров (Москва) | - Ю. С. Савченко (Москва) - А. Н. Спирин (Москва) - И. И. Тимошенко (Ростов-на-Дону) - С. Г. Хусаинов (Москва) - В. Б. Шароян (Октемберян) |

## Судьи-рекордсмены
| №   | Судья          | Всего | Годы                                  |
| --- | -------------- | ----- | ------------------------------------- |
| 1.  | П. Казаков     | 15    | 1961-65, 1967-76                      |
| 2.  | А. Мильченко   | 14    | 1970-74, 1977-85                      |
| 3.  | Т. Бахрамов    | 13    | 1963-75                               |
|     | В. Бутенко     | 13    | 1978-82, 1984-91                      |
| 5.  | Н. Латышев     | 11    | 1948-51, 1953, 1958-63                |
|     | И. Лукьянов    | 11    | 1953, 1959-62, 1964-65, 1967, 1971-73 |
|     | К. Круашвили   | 11    | 1961-63, 1965, 1967-73                |
| 8.  | П. Белов       | 10    | 1948-51, 1953, 1960-64                |
|     | В. Липатов     | 10    | 1970-73, 1975-80                      |
| 10. | С. Алимов      | 9     | 1959-67                               |
|     | К. Андзюлис    | 9     | 1961-65, 1968-70, 1974                |
|     | А. Иванов      | 9     | 1968-70, 1973-78                      |
| 13. | Э. М. Азимзаде | 8     | 1974-80, 1982                         |